# Miagrammopes biroi
Miagrammopes biroi là một loài nhện trong họ Uloboridae.
Loài này thuộc chi Miagrammopes. Miagrammopes biroi được Wladislaus Kulczynski miêu tả năm 1908.